# Xanthocampoplex nigromaculatus
Xanthocampoplex nigromaculatus là một loài tò vò trong họ Ichneumonidae.